# هنبانه‌بورینه
هه‌نبانه بورینه (به کردی: هه‌نبانه بۆرینه) نام فرهنگ لغت کردی به کردی و فارسی است که به همّت و سرپرستی عبدالرحمن شرفکندی، متخلص به هژار، شاعر و فرهنگ‌نویس معروف کرد و ویراستاری محمدماجد مردوخ روحانی، پژوهشگر و فرهنگ‌نویس کرد، گردآوری و نوشته شده‌است. چاپ نخستِ این کتاب از سوی انتشارات سروش در ۱۰۳۶ صفحه به سال ۱۳۶۹ منتشر شده‌است.

## ویژگی‌ها
فرهنگ هنبانه بورینه بیش از ۶۰ هزار مدخل را در بر می‌گیرد و در آن واژگان پنج گویش اصلی زبان کردی و لهجه‌های فراوان هریک از آن‌ها آورده شده‌است. هر واژه نخست به زبان کردی لهجۀ سورانی شرح و توضیح داده شده و سپس معادل آن به زبان فارسی آمده‌است.

## نام فرهنگ
در ترجمهٔ کردی، معنای «هه‌نبانه بورینه» یا «هه‌مبانه بورینه» انبان یا خورجینی است که هر آنچه را آرزو کنی می‌توانی از آن بیرون بیاوری.

## مدخل روستاها
در دوران حاکمیت صدام حسین در عراق و در جریان عملیات انفال به منظور نابودی فرهنگ و تمدن کردها و پاکسازی قومی آنان، روستاهای کردنشین بسیاری تخریب و سکنۀ‌آن وادار به کوچ اجباری و یا حتی قتل عام شدند. عبدالرحمن شرفکندی (هژار) در فرهنگ هنبانه بورینه نام ۱۳۰۴ روستا را که در جریان این عملیات‌ها نابود شده‌اند به صورت مدخل‌هایی جداگانه ثبت کرده‌است. در برابر نام هریک از این روستاها نوشته شده‌است: نام روستایی در کردستان که توسط بعثیان ویران شد.